# Proceraea madeirensis
Proceraea madeirensis är en ringmaskart som beskrevs av Arne Nygren 2004. Proceraea madeirensis ingår i släktet Proceraea och familjen Syllidae. Inga underarter finns listade i Catalogue of Life.